# Falkirško kolo
Falkirško kolo (angleško Falkirk Wheel) je vrteče se dvigalo za čolne na Škotskem v Združenem kraljestvu. Povezuje kanal Forth and Clyde s kanalom Union. Imenuje se po bližnjem mestu Falkirk v osrednji Škotski, odprli pa so ga leta 2002. Kanala, ki ju povezuje, sta bila prej povezana z zaporedjem 11 zapornic, ki pa jih od 30. let 20. stoletja niso več uporabljali. Zapornice so zasuli in zemljišče uporabili za gradnjo.
Načrt za obnovo kanalov srednje Škotske in ponovno povezavo Glasgowa z Edinburgom je vodila organizacija British Waterways, podpiralo in financiralo pa ga je sedem občin, organizacija Scotish Enterprise Network, Evropski sklad za regionalni razvoj ter Millennium Commission. Načrtovalci so se že zgodaj odločili, da bodo za povezavo med kanali ustvarili novo impozantno in dramatično zgradbo, ne pa le obnovili starega sistema zapornic. Med več prejetimi načrti za ladijsko dvigalo, s katerim bi povezali kanale, je zmagal ta, na katerem zdaj temelji falkirško kolo. Kot pri mnogih drugih projektih, v katerih je sodelovala Millennium Commission, so ob kolesu postavili tudi središče za obiskovalce s prodajalno, kavarno in razstavnim centrom.
Ob kolesu se višina kanalov razlikuje za 24 m (79 čevljev), kar je približno toliko kot višina osemnadstropne zgradbe. Vendar pa je kanal Union 11 m višji kot akvadukt, ki vodi do kolesa, in ladje morajo najprej pluti skozi par zapornic, da se iz kanala spustijo do akvadukta na vrhu kolesa. Akvadukta niso mogli zgraditi višje zato, ker bi bil drugače ogrožen zgodovinsko pomemben Antoninov zid.
Zgradba stoji blizu trdnjave Rough Castle, najbližja vas pa je Tamfourhill. Falkirško kolo je dala v promet kraljica Elizabeta II. 24. maja 2002 v okviru slovesnosti ob 50-letnici njene vladavine. Otvoritev je zamujala za mesec dni zaradi poplav, ki so jih povzročili vandali, ko so nasilno odprli zapornice ob kolesu.

## Načrtovanje
Arhitekturni del projekta je prispevala škotska arhitekturna pisarna RMJM, temeljijo pa na začetnih načrtih, ki so jih pripravili Nicoll Russell Studios ter Binnie Black and Veatch. Glavni arhitekt projekta je bil Tony Kettle iz RMJM.
Partnerstvo med Bachy/Soletanche in Morrison Construction je dobilo pogodbo za načrtovanje kolesa in sprejemnega bazena, novega odseka kanala, predora pod Antoninovim zidom in odseka akvadukta. Za načrtovanje in izgradnjo samega kolesa so najeli Butterley Engineering. To podjetje je prevzelo vsa gradbena dela na kolesu in je priskrbelo tudi svojo ekipo za načrtovanje le-tega. Pri tem so sodelovali Tony Gee in partnerji, ki so skrbeli za gradbeni načrt in M G Bennett & sodelavci, ki so načrtovali strojno in električno opremo kolesa.
Premer kolesa je 35 m (115 čevljev), sestavljata pa ga dve »roki«, ki se raztezata 15 m v vsako smer od osrednje osi, skupaj pa imata obliko, ki so jo navdihnile keltske dvoglave sekire. Dve skupini teh rok sekiraste oblike sta pritrjeni približno 35 m (115 čevljev) narazen na os, ki ima premer 3.5 m (11 čevljev). Na vsaki strani je med roki postavljen po en velik keson za vodo s kapaciteto 360.000 litrov.
Ti kesoni (ali gondole, kot jim tudi pravijo), imajo vedno enako težo, ne glede na to, ali je v kesonu ladja ali ne (skupna kapaciteta kesonov je za 600 ton ladij). To je posledica Arhimedovega zakona, po katerem predmeti, ki plavajo na vodi, izpodrinejo toliko vode, kolikor sami tehtajo; zato, ko ladja zaplava v keson, iz njega izteče toliko vode, kolikor je tista ladja težka. Tako ostane kolo ves čas v ravnovesju. Čeprav je njegova skupna masa ogromna, se za 180 stopinj zavrti v 5,5 minutah in pri tem porabi zelo malo energije. Za poganjanje električnih motorjev je potrebnih le 22,5 kW električne moči, tako da se v štirih minutah porabi le 1,5 kWh (5,4 MJ) elektrike, kar je približno toliko, kolikor bi potrebovali, da bi zavreli osem čajnikov vode.
Falkirško kolo je edino ladijsko dvigalo te vrste na svetu in velja za spomenik škotskega inženirstva. V Veliki Britaniji je sicer še eno dvigalo za ladje, blizu Andertona v Cheshireu. Falkirško kolo je pravzaprav izboljšana različica andertonskega, temelji pa na enakem načelu: v ravnovesju sta dve enako težki posodi, od katerih se ena dviga, druga pa spušča. Mehanizem za vrtenje pa je pri falkirškem kolesu edinstven.
Od leta 2007 je falkirško kolo upodobljeno tudi na sprednji strani novih bankovcev za 50 funtov, ki jih je izdala Škotska banka. Nova serija bankovcev obeležuje škotske inženirske dosežke in med drugim prikazuje tudi mostove, kot sta viadukt Glenfinnan in železniški most čez Forth.

## Gradnja
Podjetje Butterley Engineering je zgradilo kolo v Ripleyu v pokrajini Derbyshire in to v sklopu načrtov ob prelomu tisočletja za povezavo kanalov Union ter Forth and Clyde za rekreacijsko uporabo.

## Delovanje
Kolo se vrti skupaj z osjo, slednjo pa podpirajo ležaji s premerom 4 m, ki so na obeh koncih pritrjeni na os. Zunanji obroči ležajev so pritrjeni na podlago, ta pa stoji na pilotnih temeljih.
Ležaj na tistem koncu osi, kjer je strojnica, ima na notranjem obodu zobnik, ki deluje kot vrtljivi kolobar. Premika ga deset hidravličnih motorjev na fiksni podlagi, ki ji pravijo tudi »nosilec planeta«. Le-ta je pritrjena na podlago, podobno tisti na drugem koncu osi. Gredi motorjev imajo manjše zobnike, ki v tej seriji zobnikov delujejo kot fiksni planetarni zobniki in zagrabijo zobnik vrtljivega kolobarja. Električni motor poganja hidravlično črpalko, ki je s cevmi povezana s hidravličnimi motorji, kar poganja kolo s hitrostjo 1/8 obrata na minuto.

## Kako obdržijo kesone v ravnovesju
Oba kesona se morata vrteti enako hitro kot kolo, vendar v nasprotno smer, tako da ostaneta vodoravna in da se voda ter ladje v kesonih ne bodo razlile in prevrnile, ko se bo kolo vrtelo.
Vsak keson je na obeh koncih, kjer je vpet v roko kolesa, podprt z majhnimi kolesci, ki tečejo po notranji strani luknje s premerom 8 m, izvrtane v roko; tako se lahko kesona vrtita. To vrtenje nadzirajo z zaporedjem zobnikov, v katerem so izmenično trije osemmetrski zobniki in dva manjša, vsi pa imajo zunanje zobe. Srednji veliki zobnik deluje kot stacionaren sončni zobnik. Ohlapno je pritrjen na os (na tistem koncu, kjer je strojnica), sam pa je trdno pritrjen na podlago, tako da se ne more vrteti. Tega zobnika se dotikata dva majhna zobnika, po eden za vsako roko kolesa, ki delujeta kot planetarna zobnika. Ko motorji poganjajo kolo, se roki vrtita in planetarna zobnika zagrabita sončnega, zato se začneta vrteti v isto smer kot kolo, vendar z višjo hitrostjo. Planetarna zobnika nato poženeta velika zobnika na koncu kesonov in ju tako poganjata z isto hitrostjo kot kolo, vendar v nasprotni smeri. To ravno izniči učinek vrtenja rok in keson tako ostane stabilen in popolnoma vodoraven.

## Suhi dok
Suhi dok je območje v spodnjem kanalu, ki je od preostanka kanala ločeno z vodotesnimi pregradami in iz katerega ves čas izčrpavajo vodo, tako da je dok suh. Če se kolo pri vrtenju ustavi tako, da sta roki v navpičnem položaju, je mogoče pregrade ob doku odpreti tako, da lahko ladje plujejo v spodnji keson ali iz njega, ne da bi bilo treba pri tem poplaviti suhi dok.
Če ne bi bilo suhega doka, bi se spodnji keson (skupaj s svojim koncem roke) ob vsakem zasuku kolesa potopil v vodo spodnjega kanala. To bi imelo več neugodnih posledic, med drugim bi na spodnji keson delovala sila vzgona, poleg tega pa bi zaradi viskoznosti vode za obračanje kolesa porabili več energije.

## Kako so speljali kanal skozi kolo
Da so kanal Union speljali do kolesa, so morali zgraditi čisto nov odsek, ki vodi od prvotnega konca kanala pri pristanišču Maxwell do novega bazena južno od kanala.
Gladina vode v tem bazenu je enaka tisti v akvaduktu na zgornjem koncu kolesa, oba pa povezuje nov 150 m dolg predor Rough Castle, ki je v prerezu eliptične oblike. To je najnovejši kanalski predor, zgrajen v VB po tistem v Dudleyu v pokrajini West Midlands.
Za spust od višine kanala Union do višine tega bazena imajo dve zapornici. Predor je bil potreben, ker mora biti kanal speljan pod Antoninovim zidom, ne da bi pri tem poškodovali arheološka najdišča ob zidu. Na istem mestu teče predor tudi pod cesto in pod glavno železniško progo med Edinburghom in Glasgowom.

## Stroški in cene
Falkirško kolo je stalo 17.5 milijonov funtov, celoten projekt obnove pa 84.5 milijonov funtov  (od tega jih je 32 milijonov prispeval sklad državne loterije).
Center za obiskovalce falkirškega kolesa nudi vodene oglede s čolnom, ki trajajo 1 uro in vključujejo tudi prehod čez kolo. Ogled se začne pod kolesom v kanalu Forth & Clyde, nato se obiskovalci povzpnejo s kolesom v kanal Union, obiščejo bližnje dele tega kanala in se nato vrnejo na začetek. Leta 2010 je stal tak ogled za odrasle 7.95 funtov, za otroke 3-15 let po 4.95 funtov (za otroke pod 3 leti zastonj), za upokojense 6.95 funtov, za študente 6.95 funtov, družinska vstopnica 22.24 funtov (2 odrasla in 2 ali več otrok z 10% popustom), obstaja pa tudi dodatni 10% popust za skupine 20 ali več ljudi.

## Bodoča vrtljiva ladijska dvigala
Ladijsko dvigalo s podobno zasnovo so predlagali za kanal, ki bi potekal skozi Marston ale v pokrajini Bedfordshire. Ta kanal bi bil del velikega projekta rekreativne in turistične infrastrukture, povezane s prihodnjo širitvijo mest Bedford in Milton Keynes. To dvigalo bi povezalo Grand Union Canal v Milton Keynesu z reko Great Ouse v Bedfordu.
Predlagali so tudi morebitno razširitev kanala Forth & Clyde ob vstopu v reko Forth. Tam bi uporabili dve novi ladijski dvigali višine 35 m (115 čevljev). Končni roki naj bi imeli obliko glave kelpieja (mitološkega konja), njihove makete pa je mogoče že videti pri bazenu ob falkirškem kolesu.

## Galerija
- Člani kraljeve družine na otvoritveni slovesnosti
- Pogled na napravo